# 越南婦女學院
越南妇女学院是位于越南首都河内市的一所全日制公办大学，该校由越南的全國性婦女組織越南婦女聯合會举办及管理。

## 历史沿革
学校的历史可以追溯到1960年，当年越南民主共和国妇女联合会决定成立中央妇运学校，主要为北越培训各级妇联干部以及从事妇女运动工作的干部；1964年，北越妇女联合会决定学校更名为越南中央妇女干部学校。2012年，越南政府总理阮晋勇决定学校更名为越南妇女学院，并由主要培训干部的成人高等學校转型为提供本科教育的大学。

## 现况
越南妇女学院是一所多科系的综合性大学，并面向越南全国招收女性学生。2022年，学校有本科在校生约5,000人，开设了11个专业大类，专业领域涵盖了法学、经济学、管理学、社会学及工学等；作为一所以培养各领域合格女性人才为主的高等院校，学校也开设了婦女研究等一些具有代表性的专业。除此之外，学校还与联合国妇女署、越南女企业家协会、越南計劃投資部等开展了合作。